# Fiscal general del Estado (España)
El fiscal general del Estado (FGE) ostenta la jefatura superior y representación del Ministerio Fiscal de España, órgano que tiene constitucionalmente encomendada la promoción de la acción de la justicia «en defensa de la legalidad, de los derechos de los ciudadanos y del interés público tutelado por la Ley, de oficio o a petición de los interesados, así como velar por la independencia de los Tribunales y procurar ante éstos la satisfacción del interés social».
El cargo se encuentra recogido en el artículo 124 de la Constitución, que establece que es nombrado por el rey, a propuesta del Gobierno, oído el Consejo General del Poder Judicial. De acuerdo con la Ley 50/1981, de 30 de diciembre, por la que se regula el Estatuto Orgánico del Ministerio Fiscal, el fiscal general dirige la Fiscalía General del Estado, integrada por la Inspección Fiscal, la Secretaría Técnica, la Unidad de Apoyo, y por los Fiscales de Sala que se determinen en plantilla, así como la Fiscalía del Tribunal Supremo. Además, el fiscal general es responsable de proponer al Gobierno los ascensos y nombramientos para los distintos cargos, previo informe del Consejo Fiscal.
Desde el 2 de agosto de 2022, la titularidad de la Fiscalía General la ostenta el fiscal Álvaro García Ortiz.

## Historia
La fecha exacta de cuando apareció por primera vez este cargo es incierta. En tiempos de Felipe V, en 1713 se crea la figura del fiscal general —que recayó en Melchor Rafael de Macanaz— en el entonces máximo órgano jurisdiccional del Reino, el Consejo de Castilla, pero acaba desapareciendo por la resistencia del propio sistema.
Más tarde, con la Constitución de Cádiz, se promulgó el Decreto CLII de 17 de abril de 1812. Este decreto, además de suprimir los antiguos Consejos, creó el Tribunal Supremo y estableció dos fiscales, que más tarde serían tres —uno por cada sala— y posteriormente uno.
La figura se menciona en el Reglamento provisional para la Administración de Justicia de 1835 y es desarrollada en mayor profundidad en la Ley Orgánica del Poder Judicial de 15 de septiembre de 1870. Esta última ley establece en el artículo 766 a un fiscal en la cúspide del Ministerio Fiscal llamado fiscal del Tribunal Supremo, quien en caso de no poder ejercer sus funciones, lo sustituye el teniente fiscal del Tribunal Supremo (art. 87). También establece a lo largo del texto haber ejercido este cargo como requisito para ocupar otros cargos como la Presidencia de una Sala del Tribunal Supremo o la Presidencia del Tribunal Supremo. El fiscal del Tribunal Supremo era el jefe del Ministerio Fiscal, que era único para toda la Monarquía; era nombrado y separado libremente por el Gobierno (art. 820) y dependía directamente del Ministro de Gracia y Justicia (art. 870). Al igual que en la actualidad, era el fiscal del Tribunal Supremo el encargado de proponer los nombramientos y ceses pertinentes así como dirigir la acción judicial del Ministerio Fiscal.
La ley de 1870, a pesar de estar pensada para ser provisional, se mantuvo vigente más de un siglo, hasta 1985. Durante todo este periodo, la estructura se mantuvo igual, con la única excepción de que en los tiempos de la Segunda República, se alteró la denominación de este fiscal pasando a llamarse fiscal general de la República.
Durante el franquismo se recuperó la denominación original, y se mantuvo hasta que se aprobó la Constitución de 1978 que renombró el puesto al actual fiscal general del Estado, que a día de hoy, mantiene prácticamente intactas las funciones que le fueron encomendadas en 1870, si bien la estructura del Ministerio Fiscal sí ha variado.

## Funcionamiento

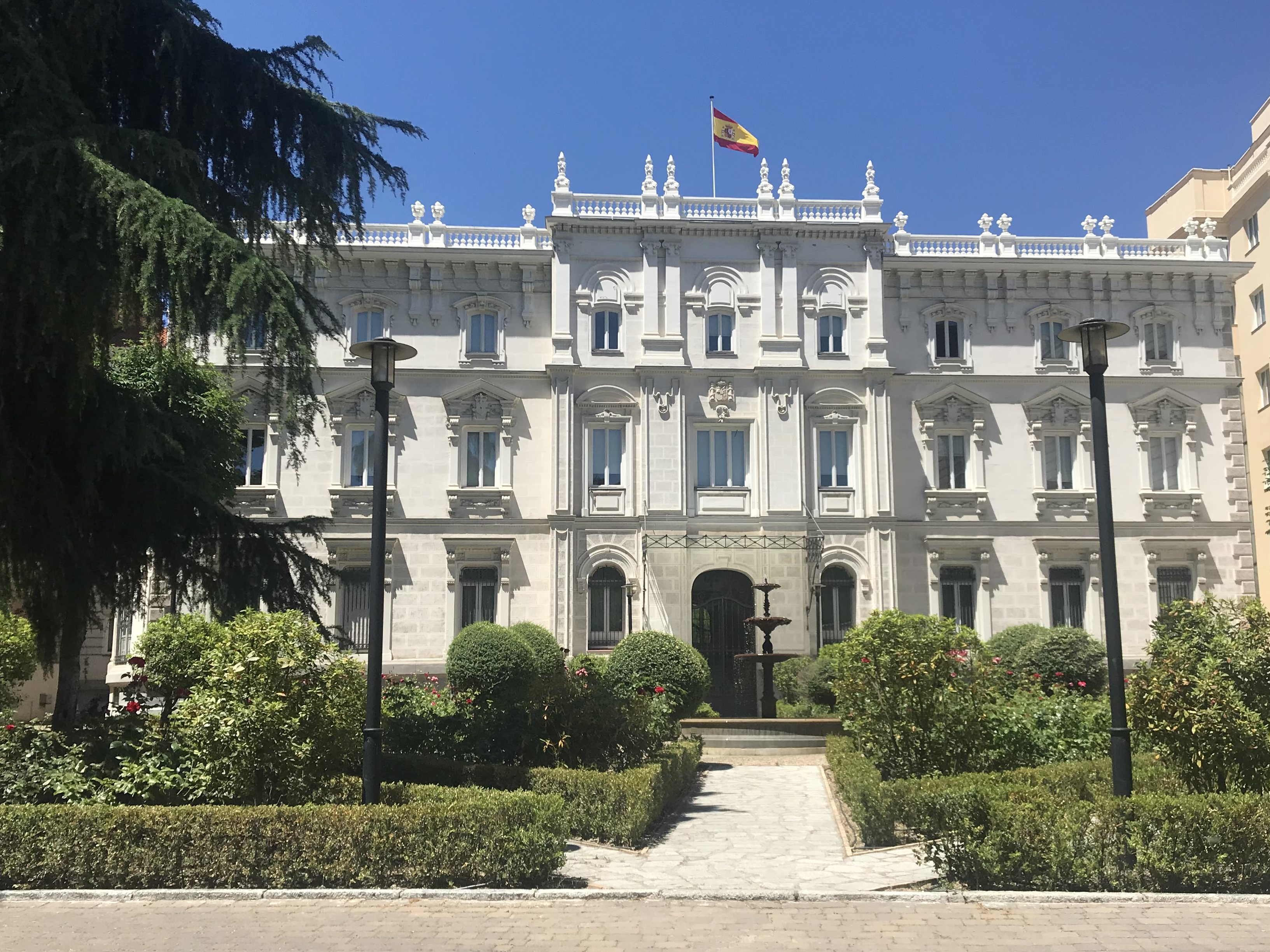
Sede de la Fiscalía General del Estado. Palacio del Marqués de Fontalba en el paseo de la Castellana, 17, Madrid

Los miembros del Ministerio Fiscal actúan con imparcialidad e independencia, no pueden recibir instrucciones ni órdenes del Gobierno ni de ningún otro órgano administrativo o judicial. El Gobierno podrá únicamente interesar de la Fiscalía General del Estado que se promueva ante los Tribunales las actuaciones pertinentes en orden a la defensa del interés público. La Fiscalía General del Estado, oída la Junta de Fiscales de Sala, resolverá sobre la viabilidad o procedencia de la actuación interesada. Los órganos de Gobierno de las comunidades autónomas pueden dirigirse en similares términos al Ministerio Fiscal a través del fiscal superior de cada Comunidad.
Salvo que excepcionalmente, el presidente del Gobierno decida dirigirse directamente al Ministerio Fiscal, la comunicación entre este y el Gobierno se hará por conducto del ministro de Justicia a través del fiscal general del Estado.

## Nombramiento
La persona titular es nombrada y cesada por el rey de España a propuesta del Gobierno, oído el Consejo General del Poder Judicial. La elección debe recaer entre juristas de reconocido prestigio y con más de quince años de ejercicio efectivo de su profesión. Tiene carácter de autoridad en todo el territorio español y está equiparado al presidente del Tribunal Supremo, recibiendo la misma retribución y honores que este (Art. 30 y 31.5. EOMF).
Además, desde 2024 se prohíbe la propuesta para fiscal general de aquellas personas que, en los cinco años anteriores, hayan desempeñado el cargo de ministro o secretario de Estado en el Gobierno de la Nación, consejero en un Gobierno autonómico, o quien haya sido presidente de una Corporación local o haya tenido la condición de diputado, senador, o miembro del Parlamento Europeo o de una Asamblea legislativa de una Comunidad Autónoma.

### Duración
El mandato de quien ostenta la fiscalía general tiene una duración máxima de cuatro años, no renovable, excepto cuando se haya ostentado el cargo durante un periodo inferior a dos años, caso en que sí podría establecerse la renovación por cuatro años, y solo puede producirse el cese por causas tasadas en la Ley, que serán apreciadas, si procede, por el Consejo de Ministros. La principal causa de cese de quien ostenta la Fiscalía General del Estado es la investidura de un nuevo presidente del Gobierno.

### Sustituto
De acuerdo con el Estatuto Orgánico del Ministerio Fiscal y, continuando con lo aprobado en la Ley de 1870, en los casos de ausencia, imposibilidad o vacante sustituirá al fiscal general el teniente fiscal del Tribunal Supremo quien, además, dirige y coordina por delegación del fiscal general del Estado la actividad ordinaria de la Fiscalía del Tribunal Supremo.
El teniente fiscal del Tribunal Supremo es un funcionario de la 1.ª categoría de la carrera fiscal que tiene la consideración de Presidente de Sala. Para ocupar este cargo, se deben tener al menos 3 años de antigüedad en dicha categoría. Tiene un mandato de 5 años, renovables.

## Fiscales generales del Estado
Lista de fiscales generales del Estado durnate la vigencia de la Constitución de 1978. Con anterioridad, las actuales funciones del fiscal general del Estado las ejercía el fiscal del Tribunal Supremo.
| Nombre                        | Mandato                                                        |
| ----------------------------- | -------------------------------------------------------------- |
| Juan Manuel Fanjul Sedeño     | 13 de enero de 1978-14 de nov. de 1980                         |
| José María Gil-Albert Velarde | 14 de noviembre de 1980-15 de diciembre de 1982                |
| Luis Antonio Burón Barba      | 16 de diciembre de 1982-19 de septiembre de 1986               |
| Javier Moscoso del Prado      | 19 de septiembre de 1986-26 de enero de 1990                   |
| Leopoldo Torres Boursault     | 26 de enero de 1990-10 de abril de 1992                        |
| Eligio Hernández              | 10 de abril de 1992-27 de mayo de 1994                         |
| Carlos Granados               | 3 de junio de 1994-6 de septiembre de 1996                     |
| Juan Ortiz Úrculo             | 6 de septiembre de 1996-16 de mayo de 1997                     |
| Jesús Cardenal Fernández      | 16 de mayo de 1997-23 de abril de 2004                         |
| Cándido Conde-Pumpido         | 23 de abril de 2004-19 de diciembre de 2011                    |
| Eduardo Torres-Dulce          | 30 de diciembre de 2011-19 de diciembre de 2014                |
| Luis Navajas Ramos            | 20 de diciembre de 2014-10 de enero de 2015. (ad interim).     |
| Consuelo Madrigal             | 10 de enero de 2015-5 de noviembre de 2016                     |
| Luis Navajas Ramos            | 5 de noviembre de 2016-26 de noviembre de 2016. (ad interim).  |
| José Manuel Maza              | 26 de noviembre de 2016 -18 de noviembre de 2017               |
| Luis Navajas Ramos            | 18 de noviembre de 2017-11 de diciembre de 2017. (ad interim). |
| Julián Sánchez Melgar         | 11 de diciembre de 2017-22 de junio de 2018                    |
| Luis Navajas Ramos            | 22 de junio de 2018-29 de junio de 2018. (ad interim).         |
| María José Segarra            | 29 de junio de 2018-15 de enero de 2020                        |
| Luis Navajas Ramos            | 15 de enero de 2020-26 de febrero de 2020. (ad interim).       |
| Dolores Delgado García        | 26 de febrero de 2020-20 de julio de 2022                      |
| María Ángeles Sánchez Conde   | 20 de julio de 2022-2 de agosto de 2022 (ad interim).          |
| Álvaro García Ortiz           | 2 de agosto de 2022-                                           |

## Dependencias
Conforme al artículo 13 de Ley 50/1981, 30 diciembre, por la que se regula el Estatuto Orgánico del Ministerio Fiscal, la organización de la Fiscalía General del Estado, dirigida por la fiscal general del Estado, consta de las siguientes órganos:

### Inspección Fiscal
Lleva a cabo labores de inspección de la Carrera Fiscal, sin menoscabo de las atribuidas en inspección ordinaria a los Fiscales Superiores de las comunidades autónomas y a los Fiscales Jefes respecto de los Fiscales que de ellos dependan. También centraliza la información sobre mérito y capacidad de los Fiscales para informar al Consejo Fiscal sobre nombramientos discrecionales. 
La Fiscal de Sala encargada actualmente de esta unidad es María Antonia Sanz Gaite.

### Secretaría Técnica
Realiza estudios, investigaciones e informes de carácter técnico-jurídico y elabora los trabajos preparatorios para la Junta de Fiscales de Sala. Colabora en la planificación formativa de la Carrera Fiscal, cuya competencia está atribuida al Centro de Estudios Jurídicos, y tiene conferidas las funciones de cooperación jurídica internacional la ley atribuye al Ministerio Fiscal. 
En la actualidad, la titularidad está vacante. El anterior Fiscal de Sala encargado de esta unidad fue Álvaro García Ortiz.

### Unidad de Apoyo
Se encarga de las labores de representación y relaciones institucionales con los poderes públicos. Asimismo, se encarga de la comunicación y atención al ciudadano. Confecciona informes del Ministerio Público relacionados con estadística, informática, personal, medios materiales, información y documentación. Asiste a la fiscal general del Estado, a los fiscales de sala adscritos a la Fiscalía General, al Consejo Fiscal y a la Junta de Fiscales de Sala en asuntos que no correspondan a la Inspección Fiscal o a la Secretaría Técnica.
La Fiscal de Sala encargada actualmente de esta unidad es Esmeralda Rasillo López.

### Fiscales de Sala Especialistas
Con categoría de Fiscales de Primera, son los responsables de la coordinación y supervisión de la actividad del Ministerio Fiscal en las siguientes materias:
- Violencia sobre la Mujer: su titular es Teresa Peramato Martín.[30]
- Medio Ambiente y Urbanismo:  su titular es Antonio Vercher Noguera.[31][32]
- Protección y Reforma de Menores: Eduardo Esteban.[33]
- Seguridad y Salud en el Trabajo: su titular es Félix Pantoja García.[34]
- Seguridad Vial: su titular es Luis del Río Montesdeoca.[35]
- Trata de Personas y Extranjería: su titular es Beatriz Sánchez Álvarez.[36][28]
- Cooperación Penal Internacional: su titular es Francisco Jiménez-Villarejo Fernández.[37]
- Criminalidad Informática: su titular es Elvira Tejada de la Fuente.[38]
- Protección y Defensa de los derechos de las Personas Mayores: su titular es María José Segarra Crespo.[39][40]